# Basilika Heilige Dreifaltigkeit (Krosno)

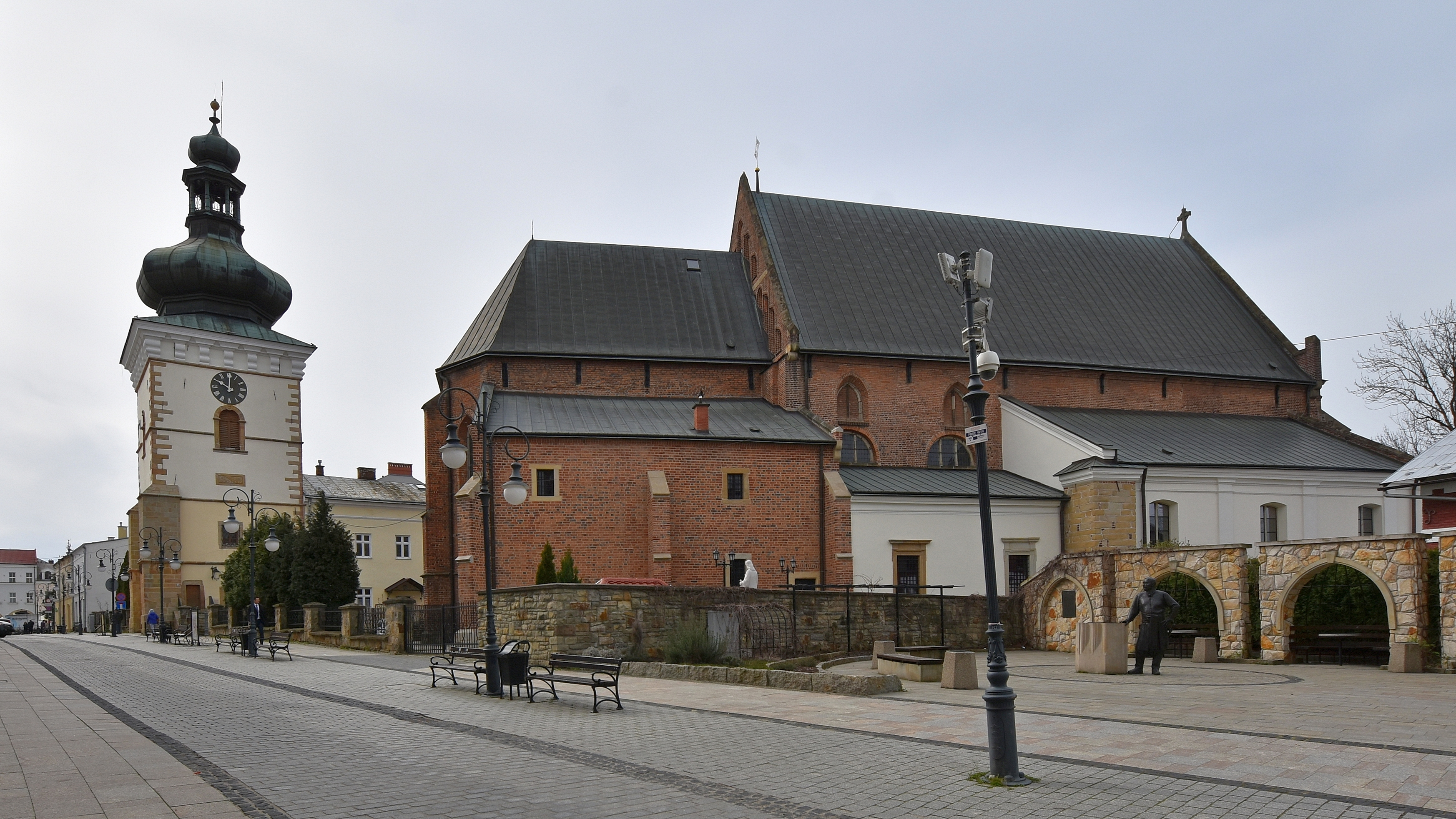
Basilika der Heiligen Dreifaltigkeit

Die Basilika der Heiligen Dreifaltigkeit (polnisch Bazylika Świętej Trójcy) ist eine römisch-katholische Kirche in Krosno im Karpatenvorland, Polen. Die Stifts- und Pfarrkirche des Erzbistums Przemyśl hat den Titel einer Basilica minor und ist denkmalgeschützt.

## Geschichte
Eine erste Kirche wird traditionell auf das Jahr 1342 datiert. Die Grundmauern sind unter der heutigen Kirche erhalten. Der ursprüngliche Chor war niedriger als der heutige und mit einem Rippengewölbe überdacht. Das zweischiffige, hallenartige Langhaus war ursprünglich mit fünf Jochen mit dreigliedrigen Gewölben bedeckt, die auf vier axial angeordneten Pfeilern zwischen den Schiffen ruhten. Gewölbe dieser Art waren in Kleinpolen zur Zeit von Kazimier dem Großen sehr beliebt. Ähnliche Projekte, die in direktem Zusammenhang mit dem künstlerischen Mäzenatentum des Monarchen standen, entstanden gleichzeitig in Wiślica, Niepołomice, Stopnica, Szydłów und Nowy Sącz.
Infolge des Aufschwungs der Stadt im 15. Jahrhundert wurde die Hauptkirche ständig erweitert. In der ersten Hälfte dieses Jahrhunderts wurden an der Nordseite die Kapellen St. Anna (vor 1402) und St. Adalbert (vor 1448) und an der Südseite die Kapellen der Bruderschaft der Heiligen Jungfrau Maria (vor 1446) und St. Peter und Paul (vor 1512) hinzugefügt. Ende des 15. Jahrhunderts wurde der Chor angebaut und mit einem neuen, bis heute erhaltenen, spätgotischen Netzgewölbe überspannt. An der Wende zum 16. Jahrhundert wurde die Sakristei nach Osten hin erweitert und im Obergeschoss eine Schatzkammer angebaut. Im Jahr 1638 kam es in Krosno zu einem gefährlichen Brand, der einen großen Teil der Stadt zerstörte. Die Schadensberichte der Kirche scheinen nach heutigen Befunden übertrieben.
Die moderne architektonische Form der Kirche ist dem schottischstämmigen Stadtrat von Krosno, Wojciech Robert Portius, zu verdanken, der einen beträchtlichen Teil seines Einkommens für diesen Zweck spendete. Die zu dieser Zeit durchgeführten Arbeiten, möglicherweise unter der Leitung des italienischen Steinmetzes Vincent Petroni, verwandelten das Innere der Kirche von der Gotik in den Manierismus. Aus dieser Zeit stammen das erhaltene Tonnengewölbe mit Lünetten im Kirchenschiff sowie die Tonnen- und Kreuzgewölbe der Seitenkapellen. Damals baute Petroni auf Wunsch von Portius die Kapelle der hln. Petrus und Paulus (die von Süden an das Kirchenschiff angrenzt) in ein Kuppelmausoleum der Familie Portius um. In dieser Form und mit nur geringfügigen Änderungen blieb die Pfarrkirche von Krosno bis zum Beginn des 20. Jahrhunderts erhalten, als viele ursprüngliche Merkmale und Stilelemente restauriert und freigelegt wurden. Die Polychromie der Wände des Chors wurde 1899 von Franciszek Daniszewski ausgeführt.
Während des Zweiten Weltkriegs wurde der Glockenturm zerstört und bis heute nicht wiederaufgebaut.

## Ausstattung

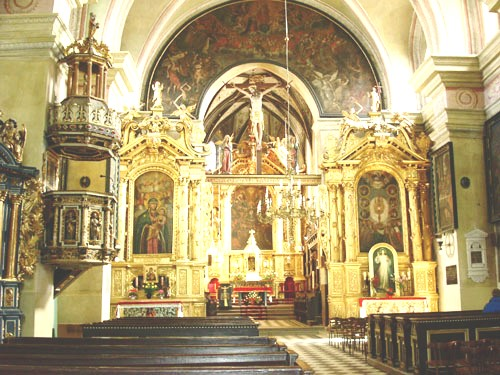
Innenraum

Die Innenausstattung ist eine der am besten erhaltenen und reichsten in der Region. Die Passionsgruppe auf dem Balken im Chorbogen ist ein herausragendes Werk der gotischen Bildhauerei, das um 1400 in einer Krakauer Werkstatt entstand. An der inneren Arkade des Chorbogens ist ein frühbarockes Epitaph von Sophia Kanafolska von Kiellar († 1640) eingearbeitet. Es besteht aus schwarzem Dębnica-Marmor und zeigt ein ovales, auf Blech gemaltes Porträt des Verstorbenen, das in einem unterbrochenen Pfeiler steht. Das Tafelgemälde Krönung der Jungfrau Maria durch die Heilige Dreifaltigkeit 1480 stammt von Jakub Trałe, ein Werk des Krakauer Malers Jan Wielki aus den 1470er Jahren hängt am Pfeiler des Chorbogens.
Der spätmanieristische Hauptaltar aus den 1730er Jahren zeigt das Gemälde Anbetung der Heiligen Dreifaltigkeit und der Jungfrau Maria des venezianischen Malers Tommaso Dolabella. Weiterhin befindet sich am Altar ein Gemälde der Jungfrau mit Kind, das nach einem Stich des römischen Kupferstechers Antonio Caranzani gemalt wurde. Ein weiteres Bild ist die Anbetung des Allerheiligsten Sakraments durch Vertreter des Klerus und der Laien, gemalt nach einem Stich des Antwerpener Kupferstechers Antoni Wieri.
Im Chor stehen einige Grabsteine. Der Grabstein von Bischof Stanislaw Tarla aus dem Jahr 1544 zeigt ein Axtwappen. Rechts des Altars steht ein Grabstein für Jan Skotnicki (Vorlage für die Figur des Rejent Milczek aus Die Rache von Aleksander Fredro) und seiner Frau Zofia Skotnicka geb. Ligęza, der als herausragendes Werk frühbarocker Grabkunst gilt und um 1621 von italienischen Künstlern im Auftrag von Sigismund III. Wasa aus schwarzem Marmor gefertigt wurde.